# Плоештское викариатство
Плое́штское викариа́тство (Плое́штская епископи́я) — титулярная епископия Румынской православной церкви. Названо по городу Плоешти (жудец Прахова). Епископы с титулом «Плоештский» (рум. Ploieșteanul) обычно служат помощниками Патриархов Румынских.

## Епископы
- 23 декабря 1879 — 20 декабря 1892 — Иннокентий (Моисиу)
- 25 декабря 1892 — 25 февраля 1895 — Иероним (Ионеску)
- 25 марта 1895 — 22 марта 1909 — Нифон (Никулеску)
- 21 мая 1909 — 4 февраля 1912 — Феодосий (Атанасиу)
- 1 апреля 1912 — 3 июля 1918 — Феофил (Михэйлеску)
- 30 сентября 1918 — 29 ноября 1934 — Платон (Чосу) [2]
- 23 марта 1935—1945 — Вениамин (Почитан) [3]
- 31 августа 1947 — 31 декабря 1948 — Павел (Шерпе) [4]
- 9 сентября 1962 — 16 декабря 1968 — Виссарион (Аштиляну) [5]
- 27 декабря 1970 — 9 декабря 1979 — Антоний (Плэмэдялэ) [5]
- 24 ноября 1985 — 11 января 1994 — Нифон (Михэйцэ) [6]
- 2 февраля 1994 — 18 июня 2009 — Викентий (Грифони) [6]
- c 20 декабря 2009 года — Варлаам (Мертикарю)